# Ghouta
Ghouta (arabiska: غوطة دمشق), eller Al Ghūţah, är ett jordbruksområde i Rif Dimashq, i närheten av den östra delen av Damaskus, i Syrien. Ghouta skiljer Damaskus från de torra gräsmarker som gränsar till den syriska öknen. Här har befolkningen i årtusenden odlat spannmål, grönsaker och frukter. Under de senaste årtiondena har bosättningar i området ökat på ett okontrollerat sätt. Det ökade behovet av livsmedel i huvudstaden och en industriell utveckling har satt jordbruksområdet under hårt tryck. Dessutom har grönområdena kommit att bli ett populärt semestermål för stadsborna, framför allt under våren.
Upproriska rebellgrupper i Ghouta, som sträcker sig från Damaskus östra förorter och ut på landsbygden, har under syriska inbördeskriget varit belägrade av regeringstrupper sedan 2013. Delar av Ghouta utsattes 2013 för ett anfall med kemisk stridsgas som fick internationella förvecklingar.

## Skörd
Majs, blålusern, bomull, korn och vete, men även plommon och valnötter skördas i området.

## Miljöfaror
Ghouta-regionen har efter den kraftiga tillväxten fått en rad miljöproblem, framför allt brist på vatten. Bristen på vatten har lett till en kraftigt sjunkande grundvattennivå i stora delar av Ghouta. Luft och vatten har också blivit starkt förorenat av storstaden Damaskus. Det gäller trafik, avlopp, sopor och industriavfall. Den framtida vattenförsörjningen av Damaskus har kommit att bli beroende av hur man kan lösa dessa problem.

## Orter i området
Med utgångspunkt från angivna koordinater i Ghoutas centrum är avståndet till orter i regionen följande: 

- Jisrayn (0 km)
- Kafr Baţnā (2 km)
- Ḩammūrīyah (2 km)
- Saqbā (2 km)
- Hadisset al Jarash (2 km)
- Zabdīn (2 km)
- Siqbā (2 km)
- Ḩaytat al Jarash (2,5 km)
- Ḩazzah (2,5 km)
- Aftrīs (3 km)
- Dayr Baḩdal (3 km)
- Al Mulayḩah (3 km)
- Al Muḩammadīyah (4 km)
- Zamalkā (4,5 km)
- Ḩawsh al Ash`arī (4,5 km)
- Ḩawsh al Qadam (4,5 km)
- Jaramānah (4,5 km)
- Bālā al `Atīqah (4,5 km)
- `Irbīn (5 km)
- Balāţ (5 km)
- Bayt Siwā (6 km)
- `Ayn Tarmā (6 km)
- Bayt Nā'im (6 km)
- Mudayrah (6 km)
- Ḩarastā al Qanţarah (6,5 km)
- Buzaynah (6,5 km)
- Al Misrābā (7 km)
- Shab`ā (7 km)
- `Aqrabā (7,5 km)
- Bayt Saḩam (7,5 km)
- Ḩawsh Kharābū (8 km)
- Ḩawsh al Matban (8 km)
- Dayr al `Aşāfīr (8 km)
- Jawbar (8,5 km)
- Ūtāyā (8,5 km)
- Mukhayyam al Yarmūk (8,5 km)
- Bāb Bīlā (9 km)

## Vattendrag
- Nahr al Wasţānī (5 km)
- Nahr al Qā'id (6 km)
- Nahr Yazīd (8 km)